# Dominique Versavel
Dominique Versavel, née le 13 mars 1976 à Clichy, dans les Hauts-de-Seine, est une historienne française de la photographie.

## Biographie
Née en 1976 à Clichy, Dominique Versavel est archiviste paléographe (promotion 2000).
Elle est conservateur au département des Estampes et de la Photographie de la Bibliothèque nationale de France, sur le site rue de Richelieu, chargée de la photographie moderne. 

## Publications
- Sebastião Salgado : territoires et vies (dir. avec Anne Biroleau), Bibliothèque nationale de France, 2005 (BNF 40045862).
- La Photographie humaniste, 1945-1968 : autour d'Izis, Boubat, Brassaï, Doisneau, Ronis (dir. avec Laure Beaumont-Maillet et Françoise Denoyelle), Bibliothèque nationale de France, 2006 (BNF 40953973).
- Alix Cléo Roubaud, photographies : quinze minutes au rythme de la respiration (dir. avec Anne Biroleau et Hélène Giannecchini), Bibliothèque nationale de France, 2014 (BNF 44229757).